# Angiari
Angiari est une commune de la province de Vérone, dans la région de la Vénétie, en Italie.

## Histoire
- Les Français y battirent les Autrichiens le 14 janvier 1797[2].

## Administration
| Période                                  | Période | Identité | Étiquette | Qualité |
| ---------------------------------------- | ------- | -------- | --------- | ------- |
|                                          |         |          |           |         |
| Les données manquantes sont à compléter. |         |          |           |         |

### Communes limitrophes
Bonavigo, Cerea, Legnago, Roverchiara, San Pietro di Morubio.